# Аваева, Светлана Михайловна
Светлана Михайловна Аваева (23 сентября 1926 — 12 августа 2017) — советский и российский химик, специалист в области химии белка. Лауреат Государственной премии СССР (1984).

## Биография
Светлана Михайловна Аваева родилась 23 сентября 1926 года в Москве. Её отец Михаил Григорьевич Аваев — доцент Тимирязевской сельскохозяйственной Академии, мать Мария Ивановна Аваева — ассистент той же Академии. В 1944 году Аваева окончила школу и поступила на Химический факультет МГУ. С 1949 по 1952 училась в аспирантуре Химического факультета, а затем работала старшим лаборантом. Защитила кандидатскую диссертацию по химии в 1953 года, в этом же году начала работать на кафедре органической химии в качестве младшего научного сотрудника. Старший научный сотрудник с 1958, доцент кафедры органической химии с 1963, с 1965 года доцент кафедры химии природных соединений.
В 1969 году стала заведовать лабораторией химии белка и одновременно сектором химии белка Межфакультетской проблемной лаборатории им. А. Н. Белозерского (1969—1989). Защитила докторскую диссертацию в 1973 году, утверждена в звании профессора по специальности «химия природных и физиологически активных веществ» в 1978. С 1989 года ведущий научный сотрудник НИИ физико-химической биологии им. А. Н. Белозерского.
Аваева являлась членом Российского биохимического общества с 1971 года. Была членом 2-х Диссертационных советов ВАК при МГУ, а также членом Учёного совета Института биохимии РАН им. Баха.
В 1984 году Аваева в составе группы учёных была удостоена Государственной премии СССР за цикл работ «Химические основы биологического катализа» (1964—1982).
В 1985 году награждена серебряной медалью ВДНХ.
С 2000 года была членом редакционной коллегии журнала «Биоорганическая химия».
В 2000 году ей было присвоено звание «Заслуженный научный сотрудник МГУ».
Похоронена на Введенском кладбище (9 уч.).

## Научная деятельность
Начав свою научную работу аспиранткой Марии Моисеевны Ботвиник, Светлана Михайловна в 1952 году успешно защитила кандидатскую диссертацию. Ей были восполнены пробелы по методам синтеза N,О-пептидов серина, реакциям β-оксиаминокислот по гидроксильной группе и взаимным превращениям N-пептидов и О-пептидов..
В дальнейшем в 1960-х она продолжала исследования в области пептидов серина. Но постепенно её научные интересы смещались в область изучения серилпирофосфатов — лабильных соединений, имеющих макроэргический характер связей. Под руководством Аваевой был защищён ряд диссертаций по серил- и дисерилпирофосфатам. В этих работах были разработаны методы синтеза дисерилпирофосфатов и изучены свойства этих соединений (И. Ф. Сыромятникова, С. Н. Кара-Мурза) и их производных (И. В. Раськова, В. А. Склянкина). В конце 1960-х, когда началось активное изучение ферментов, Аваева заинтересовалась щелочной фосфатазой E.coli и неорганической пирофосфатазой из дрожжей. Толчком послужила её командировка в 1963 году в Швецию, где активно изучали серилпирофосфаты. Первую неорганическую пирофосфатазу Аваевой прислал профессор М. Куниц, известный энзимолог из США, первым открывший данный фермент. Неорганическая пирофосфатаза из дрожжей — это распространённый в животном мире фермент, субстратами которого являются соединения, содержащие макроэргические связи — неорганический пирофосфат и полифосфаты. Эти ферменты играют важную роль в регуляции процессов энергетического обмена.
В работах Аваевой с сотрудниками кафедры химии природных соединений и с сотрудниками НИИ физико-химической биологии им. Белозерского на протяжении многих лет проводилось широкомасштабное изучение строения, механизма действия и путей регуляции неорганических пирофосфатаз. Область исследований Аваевой включала: использование генно-инженерных подходов для получения суперпродуцента неорганической пирофосфатазы E.coli и мутантных форм фермента; кристаллизацию белка, мутантов и их комплексов с лигандами, рентгеноструктурный анализ мутантных форм и их разнообразных комплексов; кинетические и биохимические характеристики; изучение реакций ферментов с ионами металлов, ингибиторами, активаторами и кооперативное взаимодействие субъединиц.
Аваева является основателем школы «Ферментативный гидролиз и синтез макроэргических пирофосфатов — механизм действия и структура ферментов, роль в метаболизме».
Одним из направлений, развиваемых Аваевой, был иммуноферментный анализ. В конце 1980-х отдел вирусологии НИИ им. А. Н. Белозерского, возглавляемый академиком И. Г. Атабековым, обратился к Светлане Михайловне с просьбой оказать помощь в разработке метода анализа вирусов у сельскохозяйственных растений. В результате была создана система высокочувствительной детекции вирусов, основанная на использовании антител, пришитых на пирофосфатазу. Авторами были получены европейские и американские патенты (1986—1989).
Аваевой зарегистрировано 6 авторских свидетельств и 7 патентов на изобретения, зарегистрированных в США, Англии, Франции, Финляндии, Швеции, ФРГ, Японии.
Подготовила 33 кандидата и 1 доктора наук. Опубликовала более 200 научных трудов, в том числе 1 учебник и 1 учебное пособие.
Замечательный педагог, Светлана Михайловна Аваева в течение длительного времени (с 1965 по 1989) читала спецкурс «Химия белка» для студентов, специализирующихся на кафедре химии природных соединений химического факультета МГУ.